# Kögel Traktoren

Kögel-Logo

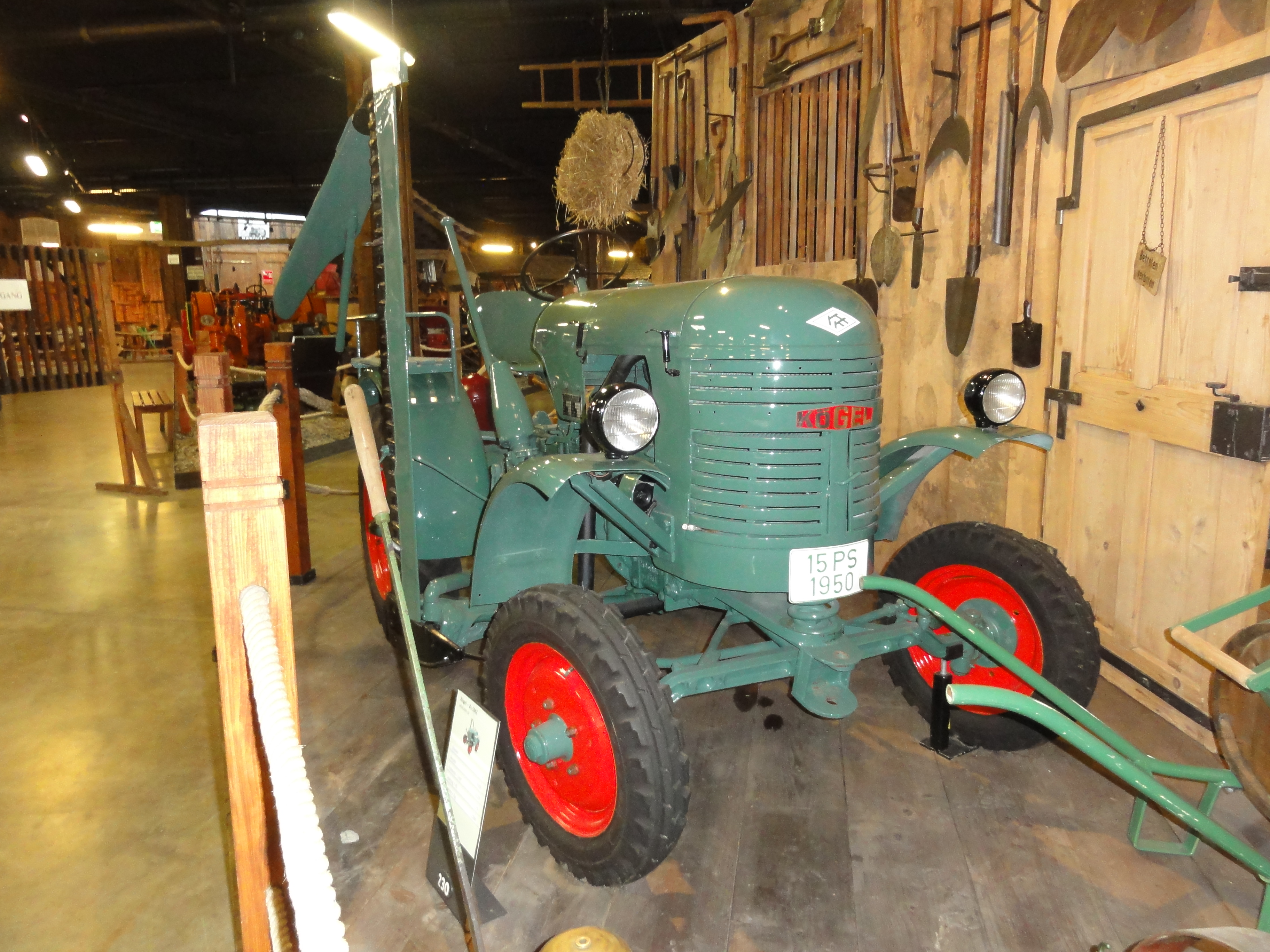
Kögel K 15-MZ (1950)

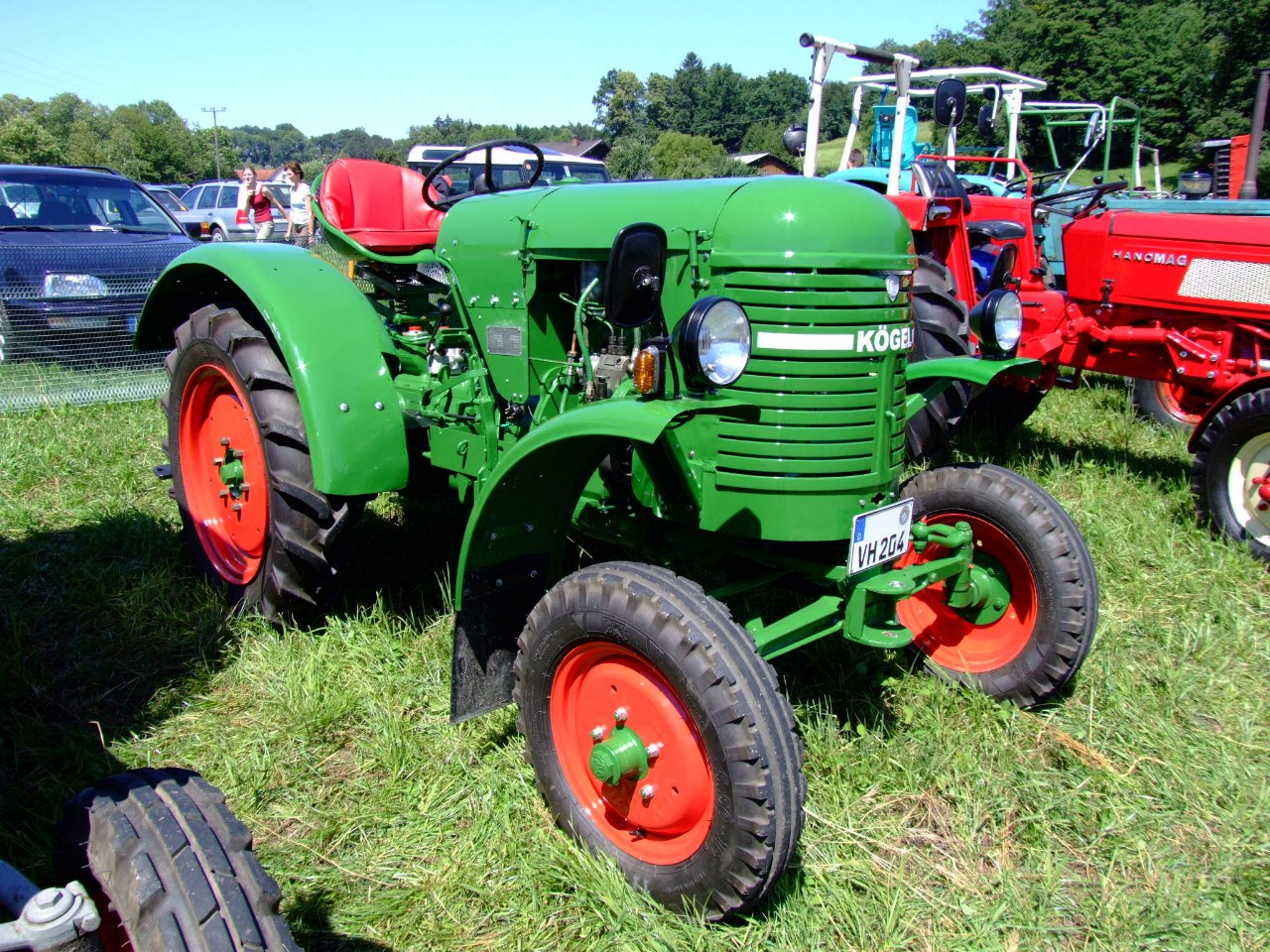
Kögel K 25 (1950)

Der Baumaschinenhersteller Kurt Kögel fertigte von 1949 bis 1954 1.140 Traktoren. Das Unternehmen war in München an der Nymphenburger Straße ansässig.
Die Traktoren von Kögel waren eigentlich keine typischen Konfektionsschlepper. Von einem Konfektionsschlepper wird dann gesprochen, wenn alle wichtigen Baugruppen zugekauft und nur montiert wurden. Bei Kögel waren zumindest die gefederte Vorderachse (eignes Patent) und der lieferbare Kraftheber Eigenkonstruktionen.
Bei der Kleinserienfertigung, Typenvielfalt und dem Bezug von Motoren und Getrieben unterschiedlicher Hersteller kann von einer rationellen Fertigung nicht gesprochen werden. Zwar stammten die Bauteile oft von renommierten Herstellern, aber der logistische Aufwand war im Verhältnis zu den Stückzahlen enorm. Die Getriebe kamen entweder von Renk oder ZF. Bei den verwendeten Motoren ist die Liste der Hersteller um einiges länger.
Von 1949 bis 1951 waren folgende Typen erhältlich: Im Kögel K 15 (15 PS) war der MWM-Motor Typ KDW 215 E verbaut, im K 22 (25 PS) der MWM KD 215 Z, und im K 26 (25 PS) der MWM KD 415 Z. Der K 28 (28/30 PS) hatte den TD 15-Motor von Südbremse. Der K 25 (22 PS) und K 36 (36 PS) hatten die Henschel-Motoren 515 DF und 516 DF. Lediglich der K 45 (45 PS) hatte den gleichen Motor wie der K 36.
Um Kosten zu sparen, ging Kögel von 1950 bis 1951 eine Konstruktionsgemeinschaft mit Linke-Hofmann-Busch (LHB) ein, welche in diesem Zeitraum ca. 400 LHS 25 fertige, die dem Kögel K 25 bis auf den Kühlergrill glichen.
1952 kamen weitere Typen dazu, so der KG 18 (18 PS) mit dem Güldner-Motor 2 D 15 und der KG 22 (22 PS) mit dem Güldner 2 DA. Der KM 40 (40 PS) erhielt den MWM-Motor KDW 415 D, der KM 30 (30 PS) den KDW 415 Z, der KK 55 (55 PS) den 4 D 10 HN von Kämper. 1953 und 1954 folgten dann noch der KG 12 (12 PS) mit Güldner 1 DA, der KG 18 (17 PS) mit Güldner 2 DN und schließlich noch die Neuauflage des K 25 (25 PS) jetzt mit Güldner 2 BN.
Den größten Absatz hatte das Unternehmen 1950, als mit 210 neu zugelassenen Kögel-Schleppern der 19. Platz in der Zulassungsstatistik erreicht wurde (im Vergleich dazu, vom damaligen Marktführer Deutz wurden im gleichen Jahr 6257 Schlepper in Deutschland zugelassen). 1963, also etwa 10 Jahre nach Produktionsende waren noch 725 Kögel Schlepper angemeldet. Im Januar 2006 waren noch – oder als Oldtimer wieder – 19 Fahrzeuge in Deutschland angemeldet.